# Carentonosaurus
Carentonosaurus mineaui
Genre
Espèce
Carentonosaurus est un genre éteint de squamates ayant vécu au début du Crétacé supérieur (Cénomanien), il y a environ 100 millions d'années. Son espèce type, Carentonosaurus mineaui, a été définie à partir d'un exemplaire découvert en France dans les années 1990, sur l'île Madame, en Charente-Maritime.

## Systématique
Le genre Carentonosaurus et l'espèce Carentonosaurus mineaui ont été créés en 2004 par Jean-Claude Rage (d) et Didier Néraudeau (d).

## Description
De taille moyenne (1-2 mètres de long), cet animal devait ressembler extérieurement à un varan adapté à la vie aquatique. Les pattes étaient probablement palmées, tandis que le crâne étroit était armé de dents pointues. Mais le caractère le plus intéressant de Cerantosaurus est celui de ses vertèbres dorsales : elles sont beaucoup plus grosses que celles des lézards (une condition connue sous le nom de « pachyostose »), comme chez beaucoup d'autres amniotes aquatiques. La pachyostose permet à ces animaux de rester immergés plus longtemps, grâce à leur poids plus important.

## Habitat
Les fossiles de ce reptile, comme ceux de tous les autres Aigialosauridae, ont été retrouvés dans des sédiments marins associés à des eaux chaudes et peu profondes. Au Cénomanien, il existait de nombreux reptiles à pachyostose adaptés au milieu marin, en particulier dans les régions de la Téthys correspondant à l'Europe, à l'Afrique du Nord et au Moyen-Orient actuels. Ces animaux se sont développés à la période la plus chaude du Mésozoïque.

## Étymologie
Le nom du genre Cerantosaurus dérive de Carentonia, nom latinisé de la Charente, une rivière proche de l'île Madame, et de saurus, « lézard ».
Son épithète spécifique, mineaui, lui a été donnée en l'honneur de Martin Mineau et de sa famille pour leur aide gentiment accordée durant les travaux.

## Publication originale
- (en) Jean-Claude Rage et Didier Néraudeau, « A new pachyostotic squamate reptile from the Cenomanian of France », Palaeontology, Londres, Wiley-Blackwell et Palaeontological Association, vol. 47, no 5,‎ septembre 2004, p. 1195-1210 (ISSN 0031-0239 et 1475-4983, OCLC 44674714 et 1761779, DOI 10.1111/J.0031-0239.2004.00407.X).